# Bagne
Pour l’article ayant un titre homophone, voir Bagnes.
Cet article concerne les colonies pénitentiaires françaises. Pour les autres pays, voir Colonie pénale.

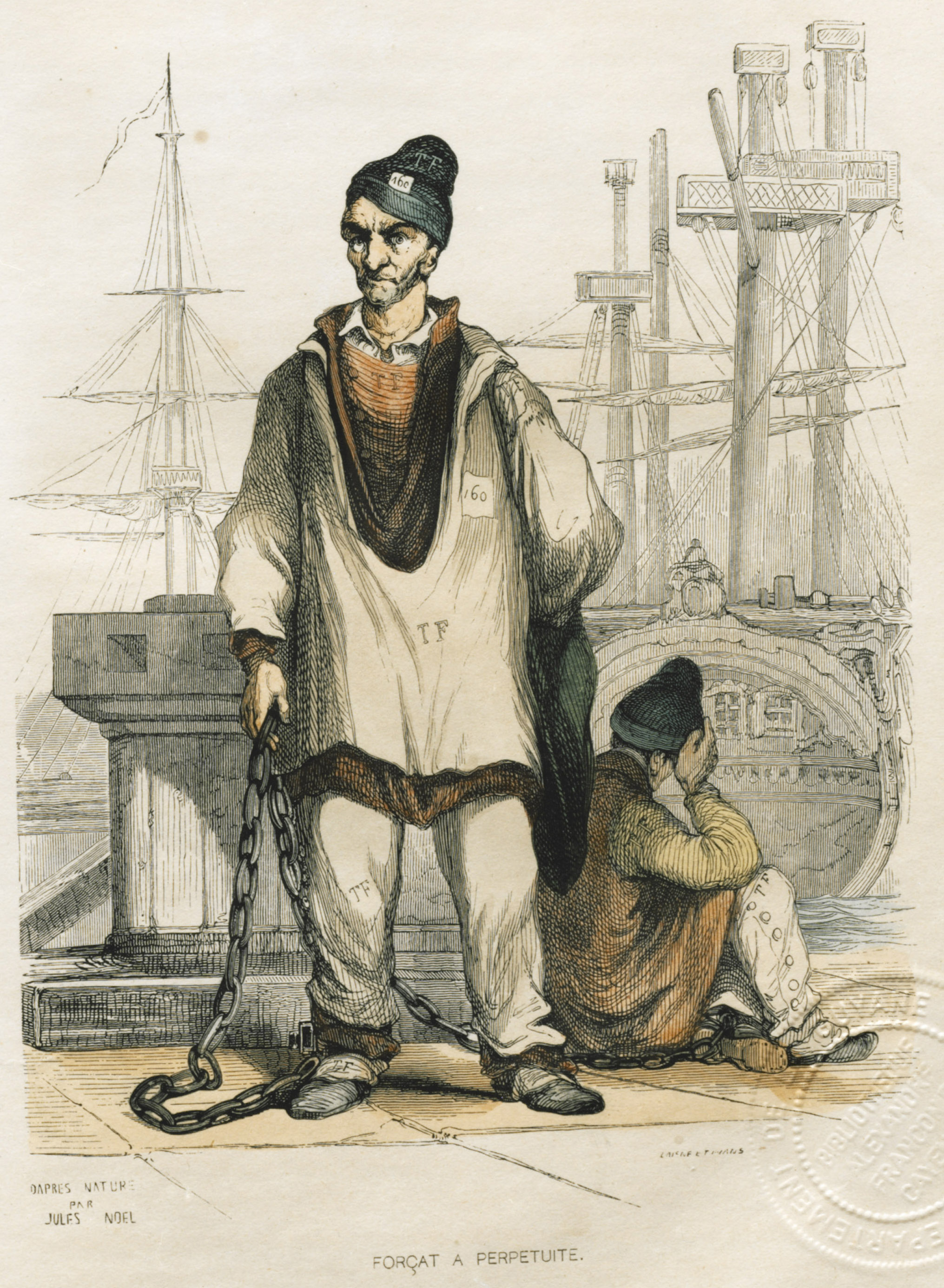
Bagnard, du bagne de Toulon (Musée du Bagne, Fort Balaguier, Toulon).

Dans l'histoire française, un bagne est un établissement pénitentiaire de travaux forcés, notamment installé dans des colonies pénales. Toutefois, tous les bagnards ne sont pas condamnés aux travaux forcés.
Le mot « bagne » vient de l’italien bagno, qui était le nom d’une prison à Livourne, construite à l'emplacement d'anciens bains publics romains.

## Histoire
Les galères sont à l'origine des bagnes portuaires (ou bagnes maritimes), ce qui explique qu'une partie du vocabulaire du bagne et de la prison provienne du vocabulaire des galériens.
Les bagnes coloniaux français sont instaurés par une série de décrets en 1852 et 1853 complétés par la loi de Transportation de 1854. Ils ne sont abolis qu'en 1938 (transportation vers le bagne par déportation), et définitivement supprimés en 1945 (détention au bagne). Cependant les derniers prisonniers doivent finir leur peine et ils ne sont libérés qu'en 1953.
Au bagne français de Guyane, le doublage obligeait tout condamné à rester sur place à l'issue de sa peine pour une durée équivalente à sa peine initiale, si elle était de moins de huit ans ou à perpétuité, quand elle était de huit ans ou plus.

### Galères royales

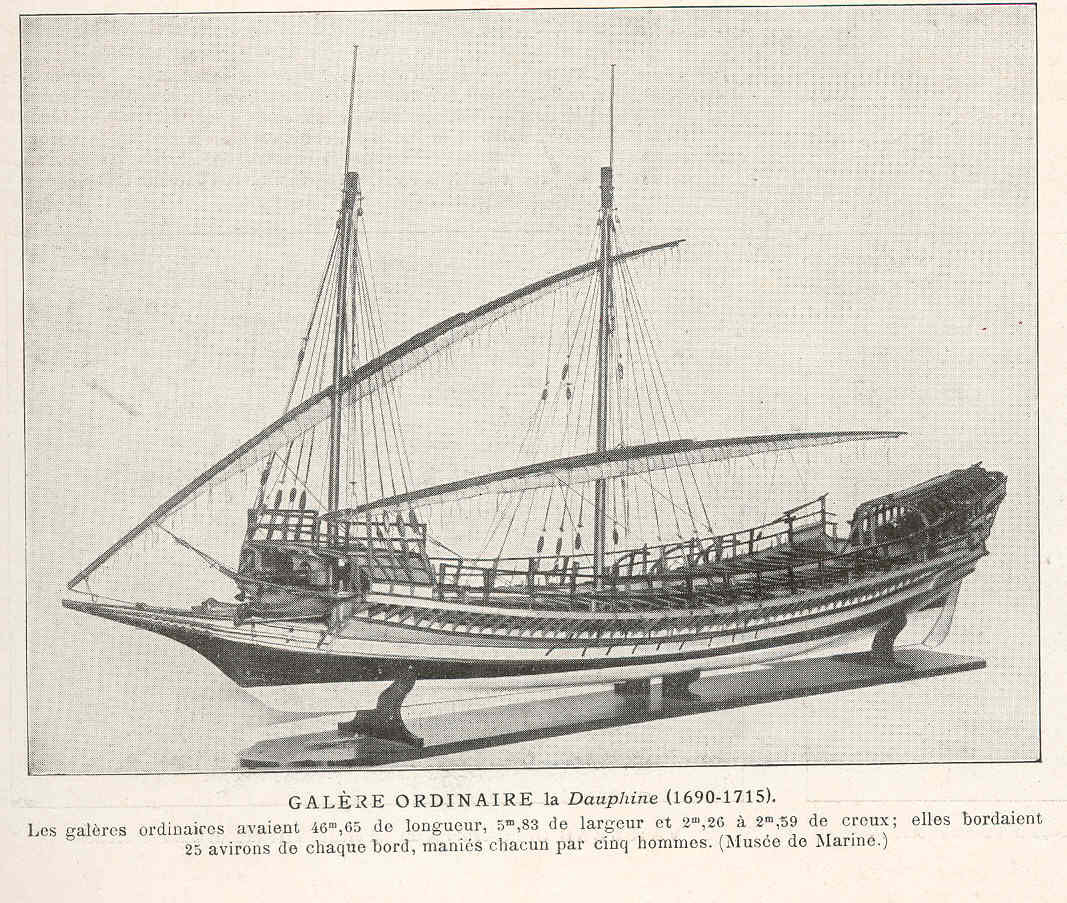
Galère ordinaire la Dauphine (1690-1715).

En France, l’utilisation des condamnés comme rameurs sur les galères royales semble remonter à Jacques Cœur au XVe siècle. La peine des galères fut systématiquement appliquée surtout à partir de Louis XIV sous l'impulsion de Colbert et notamment après 1685 pour éradiquer le protestantisme à la suite de l'édit de Fontainebleau. L'arsenal des Galères se situait à Marseille. Les galères furent le premier système pénitentiaire organisé à l'échelle de l'ensemble du royaume. Par l'ordonnance du 27 septembre 1748, Louis XV supprima le corps des galères devenues inutiles dans les combats contre les vaisseaux de haut bord.

### Bagnes portuaires
Les galériens débarqués, appelés chiourme, furent alors affectés aux bagnes portuaires (à l'exception des galériens sélectionnés pour la rame) et devaient effectuer des travaux dans les ports et arsenaux de la Marine. Le bagne de Toulon, le bagne de Brest et le bagne de Rochefort furent créés à cet effet.

### Rattachement du corps des Galères à laMarine Royale
Les Galères Royales, ayant à leur tête un général des galères indépendant de l'Amiral de France et servies par un corps spécial, eurent dès l'origine leur base à Marseille ; c'est à Marseille que se trouvèrent jusqu'au milieu du XVIIIe siècle toutes les installations du bagne. Quand les galères séjournaient à Toulon, les rameurs restaient en général à leur bord. Mais en 1748, Louis XV décréta la suppression du corps des Galères et le rattachement de celles-ci à la Marine Royale.

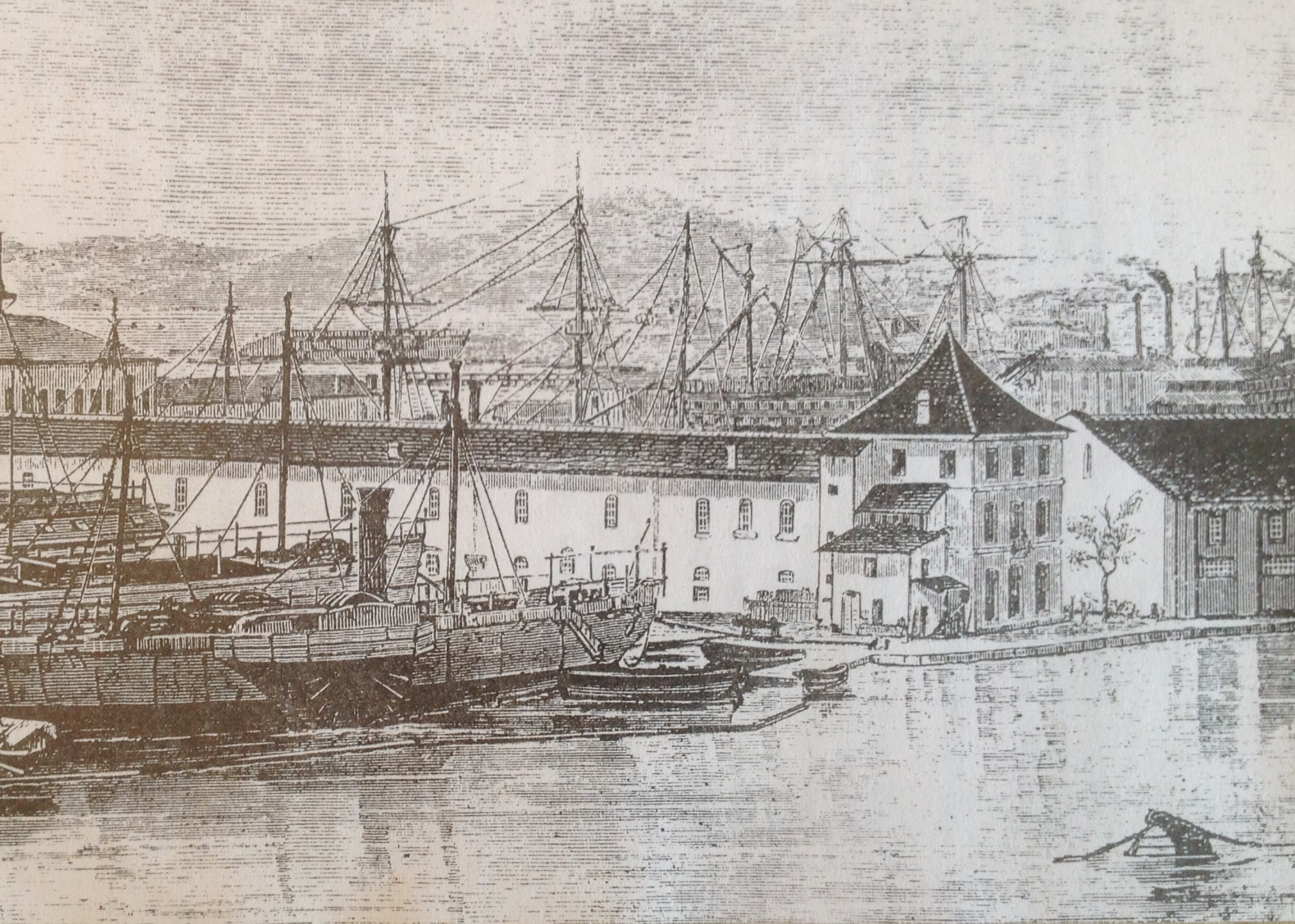
Bagne de Toulon vers le milieu du XIXè siècle.

Toulon devint ainsi la base des galères qui quittèrent définitivement Marseille, dont le bagne fut supprimé. Toulon dut dès lors loger les forçats. On le fit d'abord sur les galères auxquelles on adjoignit des vaisseaux qui prirent le nom de bagnes flottants ; puis il fallut procéder à des installations à terre. À la fin du XVIIIe siècle, il y avait environ 3 000 forçats à Toulon. On les employait principalement à des travaux de force, de terrassement, de construction, dans l’Arsenal et même en ville. L'habillement des bagnards, composé d'un bonnet et d'un habit, avait une couleur différente suivant la nature et le motif de leur condamnation. Sous l'Ancien Régime, ils étaient marqués au fer rouge. On encerclait un de leurs pieds d'un anneau muni d'un bout de chaîne permettant de les immobiliser. Les plus « durs » étaient enchaînés deux à deux ; le boulet au pied constituait une punition disciplinaire avec la bastonnade à coups de corde. Ces châtiments s’adoucirent progressivement. La nourriture, qui comportait peu de viande et une ration de vin pour les travailleurs, était surtout à base de légumes secs, d'où le nom de « gourgane » (« fèves » en provençal) qu'ils donnaient à leurs garde-chiourmes.
L'état sanitaire n'était guère brillant, de sorte que, dès le début, on avait dû se préoccuper de loger les malades à terre et d'aménager un hôpital du bagne. Celui-ci fut installé en 1777 dans les casemates du rempart sud-est de la Darse Vauban, où des constructions supplémentaires furent édifiées, adossées au rempart. Puis l'hôpital se transporta en 1797 dans un immense bâtiment de 200 mètres de long, orienté nord-sud, construit en 1783 le long du quai ouest de la Vieille Darse, appelé « Grand Rang ». Ce bâtiment avait un vaste rez-de-chaussée voûté à trois travées ; l’hôpital occupa le 1er étage. Deux tours d'angle carrées à toit pyramidal le terminaient au nord et au sud ; dans celle du nord fut installée la chapelle des forçats. Le reste du bâtiment était occupé par les services administratifs. Quant aux forçats valides, on les avait logés là où se trouvait antérieurement l’hôpital ; mais en 1814, ils furent installés dans un bâtiment est-ouest de 115 mètres de long, perpendiculaire à l’hôpital, bâti en 1783 sur le quai sud-ouest de la Vieille Darse, entre la Chaîne Vieille de la passe et le Grand Rang. Près de là se trouvait amarré un navire dit « Amiral » qui gardait la passe et tirait le coup de canon du matin et du soir.

#### L'arsenal et le bagne, entreprise économique
Rattacher le bagne à la Marine a conduit à faciliter l'organisation de la main d’œuvre et donc à réduire les dépenses liées à la construction et à la reconstruction des grands voiliers de ligne au sein des arsenaux. L'équipement et l'armement d'un vaisseau de 1er rang (plus de 100 canons, 3 ponts) coûtent alors en moyenne 1 million de livres tournois soit environ 150 millions d'euros d'aujourd'hui. Les conflits successifs (guerre de Sept Ans, guerre d'indépendance des États-Unis, puis les guerres révolutionnaires et napoléoniennes) vont contraindre la France à un effort très important pour concurrencer la flotte britannique. Le développement des bagnes au sein des arsenaux de Toulon, Cherbourg, Brest et Rochefort sont ainsi directement liés à un besoin de main d'œuvre pour la construction et la reconstruction de la flotte française en utilisant le travail forcé.
Bien que rare, la peine des galères subsiste pendant la Révolution, comme le montre la loi du 22 août 1790, qui condamne à cette peine les voleurs ou les transporteurs à terre de munitions des vaisseaux d'une valeur supérieure à cinquante francs. La Révolution est aussi marquée dans un premier temps par la libération des prisonniers condamnés sous l'Ancien Régime avec le code pénal de 1791[réf. souhaitée]. À partir du Directoire puis de l'Empire, on assiste au retour à une politique de répression. On passe de 4 000 bagnards en 1795 à 10 000 en 1812. La condamnation aux galères est transformée en peine des fers par le code pénal de 1810. Cette condamnation ne change pas le fonctionnement des bagnes dans les arsenaux. Il faudra attendre la politique de transportation, pour que le système pénitentiaire français change en 1850.

### Bagnes coloniaux

#### La transportation vers les colonies
À partir des années 1840, les politiques souhaitèrent l'éloignement des criminels hors de France. Cette politique de transportation débute avec les bagnes militaires (compagnies de discipline) qui s'installent en Algérie dès le début de la conquête coloniale.
Ce transbordement est justifié par l'utopie de valoriser le développement de la colonie transformée en colonie pénale, grâce au travail des bagnards. Ce travail forcé étant perçu comme un outil de rédemption du bagnard.
La loi du 27 mai 1885 instaure la relégation des récidivistes et entraîne « l’internement perpétuel sur le territoire des colonies ou possessions françaises » : après leur peine, les condamnés récidivistes ne peuvent pas revenir en métropole. Ils doivent purger une double peine de relégation équivalente à la durée de leur condamnation aux travaux forcés. Dans le jargon du bagne, il s'agit du « doublage ». Les bagnards se qualifient entre eux de « durs », « ceux d'en bas », ou de « pieds-de-biche », « ceux d'en haut », pour distinguer ceux qui sont condamnés pour la première fois (les « durs ») des relégués qui sont récidivistes (« ceux d'en haut »). L'administration pénitentiaire ne les mélange pas. Cela ferait référence à l’emplacement de chaque groupe dans les cales (en haut ou en bas) du navire prison (le Loire puis la Martinière) effectuant la traversée de l'Atlantique[réf. souhaitée].
Les bagnes maritimes vont ensuite être transférés vers Cayenne en 1852, la Nouvelle-Calédonie en 1864, au moment où la Marine passe de la voile à la vapeur et que le besoin de main d’œuvre pour la construction maritime se fait moins important. Ce transfert s'explique aussi par le fait que les bagnards métropolitains prennent le travail aux ouvriers honnêtes et sont considérés trop dangereux pour être maintenus sur le territoire (des rapports de police relatant un relâchement de la discipline dans les bagnes maritimes). Enfin, l'expérience réussie de la colonisation pénale en Australie marque les esprits. C'est dans ce contexte d'impérialisme européen que Napoléon III institue les bagnes coloniaux par la loi du 30 mai 1854, l'article 1 sur la Transportation disposant que « la peine des travaux forcés sera subie, à l’avenir, dans des établissements créés par décrets de l’empereur, sur le territoire d’une ou de plusieurs possessions françaises autres que l’Algérie. Néanmoins, en cas d’empêchement à la translation des condamnés, et jusqu’à ce que cet empêchement ait cessé, la peine sera subie provisoirement en France ».
En 1836 le bagne de Toulon comptait 4 305 détenus, 1 193 condamnés à perpétuité, 174 à plus de vingt ans, 382 entre seize et vingt ans, 387 entre onze et quinze ans, 1 469 entre cinq et dix ans et 700 à moins de cinq ans. De nombreux bagnards célèbres y séjournèrent dont Vidocq en 1799, Marie Lafarge en 1840, l'imposteur Pierre Coignard. Quant à Jean Valjean, il ne fut que le fruit de l'imagination de Victor Hugo. C'est en 1873 que le bagne de Toulon cessa d'exister. Ses bâtiments furent répartis entre divers services militaires, en particulier ceux de la défense du littoral ; on y vit le Centre d'études de la Marine, l’Artillerie de côte, etc. Ils survécurent jusqu'en 1944 où ils subirent alors une destruction presque totale. Actuellement, des locaux occupés par les bagnards, il ne subsiste qu'un bâtiment appuyé sur un fragment de l'ancien rempart sud-est de la Darse Vauban, conservé à titre mémoriel ; ce bâtiment est utilisé comme restaurant pour le personnel de l'arsenal.
Le 4 septembre 1891, le décret d'application sur les règlements disciplinaires des établissements pénitentiaires dispose l'interdiction pour les condamnés de recevoir une quelconque rétribution de leur travail. Toutefois, les relégués, après la publication du décret (peines les plus légères et transportés ayant fini leur temps de condamnation) continuent à percevoir un salaire quand ils travaillaient pour l'administration pénitentiaire. Ils peuvent également travailler à leur propre compte.

#### Catégories de peines en Guyane
La déportation était infligée sous le second empire et la IIIe République, elle était réservée aux espions, activistes politiques et traîtres (Alfred Dreyfus, bien que reconnu innocent a posteriori, subit cette peine). Prisonniers politiques français, les déportés n'étaient pas astreints au travail. Ce n'était pas le cas des prisonniers originaires des colonies.
La transportation est applicable aux condamnés aux travaux forcés qui étaient 'transportés' dans une colonie pour effectuer leur peine. Elle s'assortissait du doublage : tout condamné à moins de 8 ans de travaux forcés devait, une fois sa peine effectuée, résider dans la colonie un temps égal à celui de sa condamnation : assigné à résidence.
Après 1868, le voyage du retour vers la métropole ou l’Afrique du Nord restait à la charge du condamné, cependant, en raison du manque de travail dans la région, la plupart des libérés étaient très rarement en mesure de payer leur retour. Pour les condamnations aux travaux forcés supérieures à huit ans : après avoir effectué sa peine, le condamné était assigné à résidence sur la colonie pour le restant de sa vie. Les transportés se classaient en catégories (loi de mai 1854) :
- transportés 1re classe : condamnés aux travaux forcés.
- transportés 2e classe : condamnés à la réclusion.
- transportés 3e classe, 1re section : repris de justice en rupture de ban.
- transportés 3e classe, 2e section : affiliés aux sociétés secrètes (ce sont les condamnés politiques).
- transportés 4e classe, 1re section (appelée communément doublage) : libérés tenus à résider en Guyane.
- transportés 4e classe, 2e section : libérés astreints à résidence.

Les bons éléments des 3 premières catégories pouvaient être autorisés à travailler hors pénitenciers et camps, pour des particuliers (ce sont les garçons de famille) ou l'administration. Ils pouvaient également recevoir une concession (terre à mettre en valeur) puis, plus tard, une concession urbaine (boulangerie, ou autre travail d'intérêt collectif)
- les assignés, ils travaillaient pour des particuliers, y compris les fonctionnaires de l'administration pénitentiaire, qui percevait les salaires (les garçons de famille).

La peine de relégation ne frappait aucun délit particulier. Il suffisait d'avoir été condamné plusieurs fois pour être relégué en Guyane. La relégation était toujours à vie. Il existe deux types de relégués :
- les collectifs, vivant en camp, nourris et logés, astreints au travail, mais ne percevant que les 2/3 du salaire,
- les individuels, disposant de ressources personnelles et ne subissant qu'un appel trimestriel.

### Bagnes militaires
L'armée française crée également des bagnes militaires coloniaux en Afrique du Nord destinés aux « fortes têtes » et au service militaire des condamnés de droit commun. Les soldats condamnés s'appelaient par dérision des « joyeux ».
Beaucoup des soldats du bagne de Biribi font à partir de 1889 (instauration du service national obligatoire, pour les condamnés des juridictions civiles) le parcours dans l'archipel du bagne suivant : maisons correctionnelles pour mineurs (Petite-Roquette à Paris et autres prisons pour mineurs) et colonies pénitentiaires (colonie de Mettray et autres en métropole), bagnes coloniaux d'Afrique du nord, bagne de Cayenne où ils terminent leurs jours au mieux comme relégués.

### Bagnes pour enfants
Ce sont les colonies agricoles et maritimes pénitentiaires pour mineurs qui sont de véritables écoles du crime. À la suite de la séparation des adultes et des enfants voulue par le code pénal de 1810, plusieurs expériences furent tentées pour le traitement à appliquer à la jeunesse délinquante.
En 1832, le comte d'Argout avait proposé de mettre ces enfants en apprentissage, mais cette proposition ne fut pas retenue, et en 1836 une prison fut réservée aux enfants : la Petite-Roquette située à Paris.
En 1840, la première colonie agricole privée fut installée à Mettray, en Indre-et-Loire. Elle était destinée aux petits délinquants qui devaient être employés à des travaux agricoles.
À la suite de cette expérience, la loi du 5 août 1850 généralisait ce type d'établissement et une cinquantaine de colonies agricoles privées étaient installées sur tout le territoire national.
Une autre expérience de colonie agricole s'est déroulée à partir de 1824. Les jeunes détenus de la maison centrale de Gaillon sont envoyés quotidiennement à la réalisation de travaux des champs. Une colonie y est installée en 1847 grâce à l’acquisition de la ferme des Douaires. Cette institution fermera en 1925.
Une colonie pénitentiaire agricole est établie au Luc dans le Gard de 1856 à 1904,,.
Le 8 janvier 1861, sur l'île du Levant, la colonie pénitentiaire agricole de Sainte-Anne est officiellement autorisée à ouvrir. Son but est de défricher les terres de l'île pour les rendre cultivables. Le premier contingent arrive le 23 mars 1861. À la fermeture du bagne pour enfant d'Ajaccio, 65 bagnards sont transférés à Sainte-Anne le 28 septembre 1866. Dès le 2 octobre, une révolte survient conduisant à des destructions et à la mort de plus d'une dizaine d'enfants avant le rétablissement de l'ordre sur l'île, le 4 octobre par un détachement de l'armée et de la gendarmerie. Un procès s'ensuivra en janvier 1867. La colonie sera définitivement évacuée le 23 novembre 1878. À l'emplacement du cimetière a été érigé un mémorial constitué d'une pierre sur laquelle des plaques indiquent le nom des enfants décédés sur place.

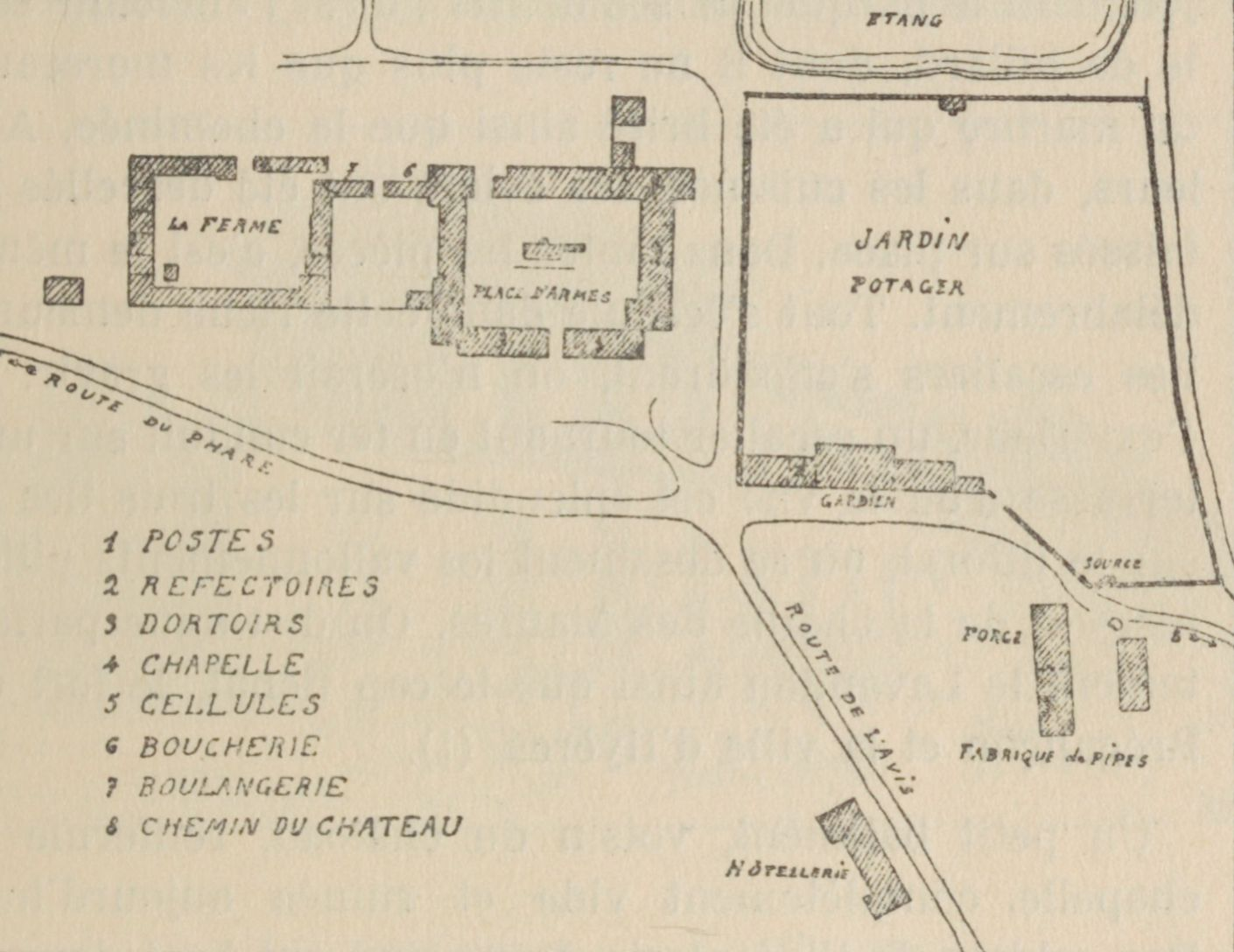
Le plan du pénitencier Sainte-Anne.
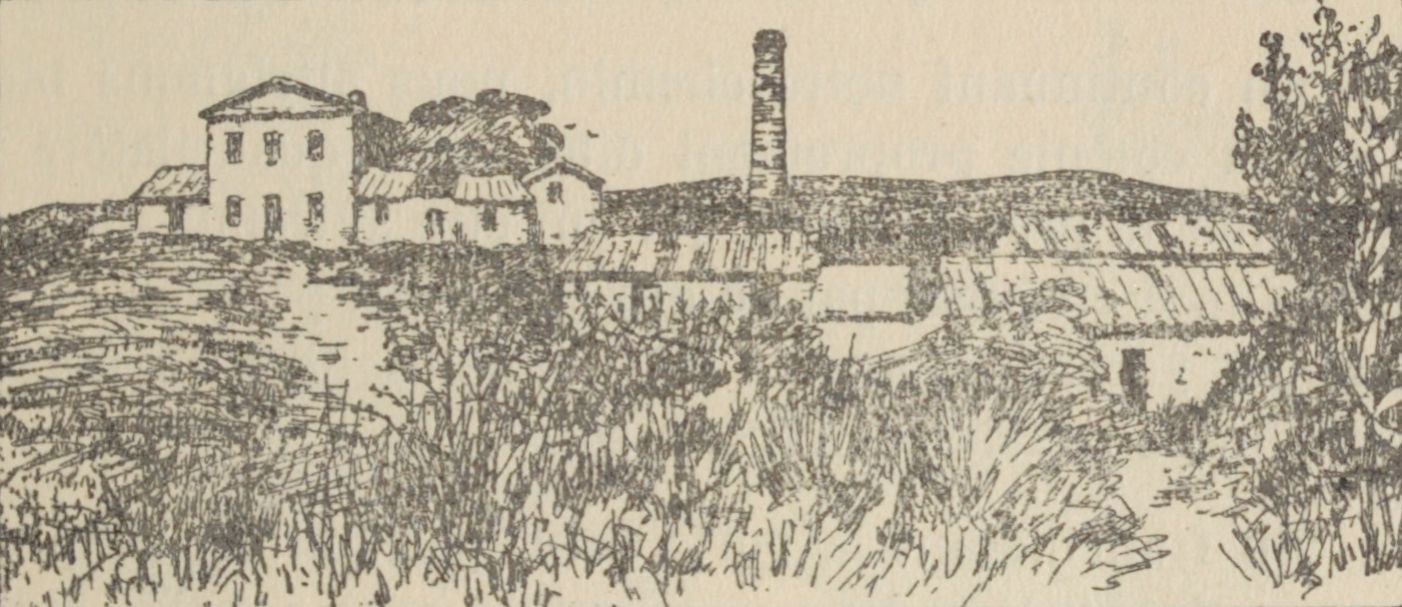
La fabrique de pipes.
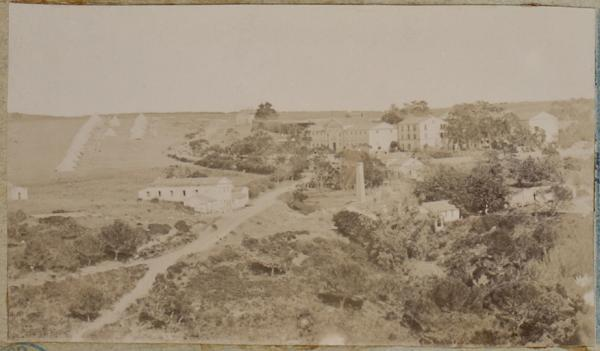
Vue du pénitencier pour enfants.
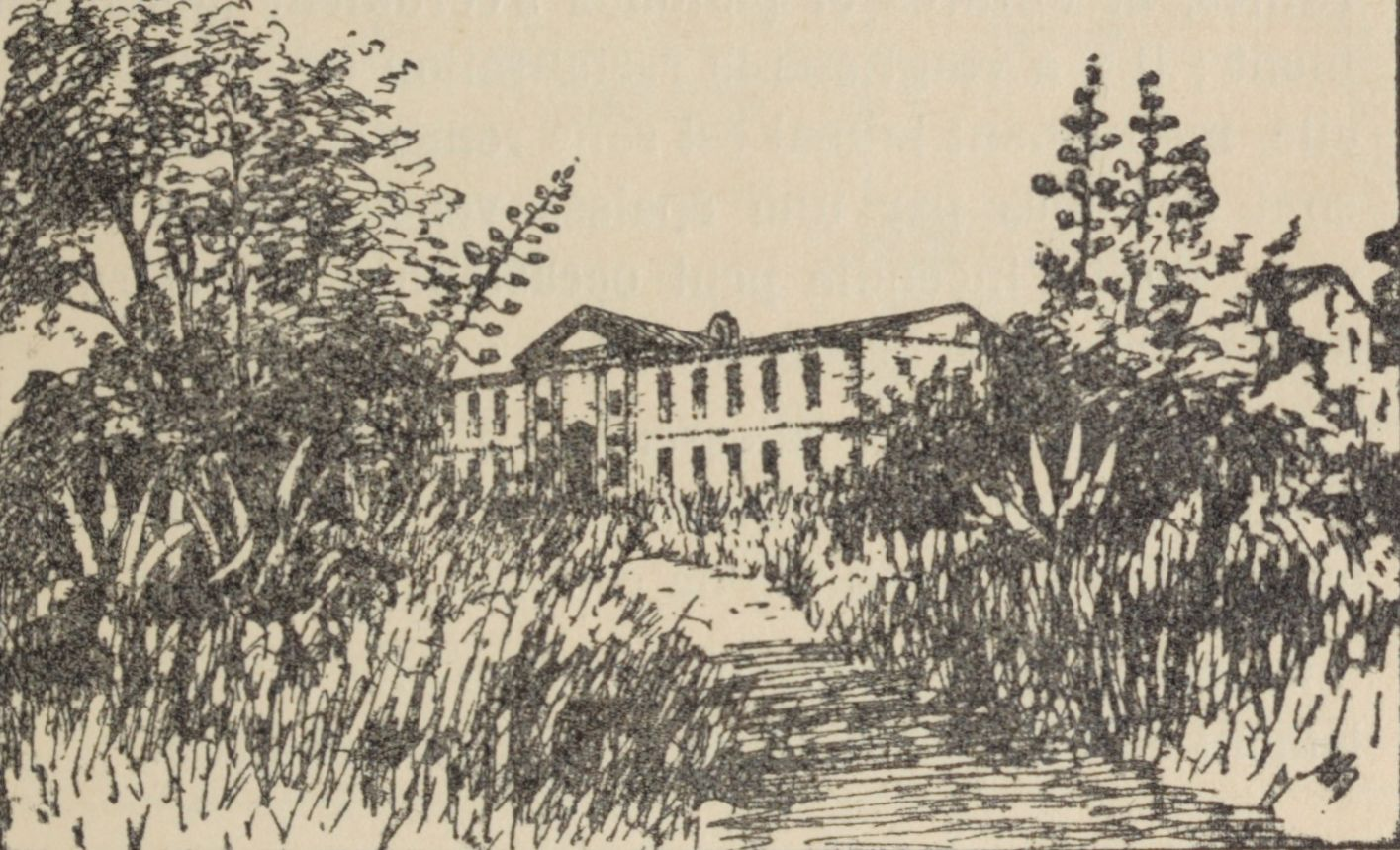
Le dortoir.

Pour les insubordonnés des colonies agricoles, et pour les enfants de moins de 16 ans, condamnés à des peines de plus de 2 ans, l’État avait mis en place une structure plus répressive, appelée « Colonie Correctionnelle ».
Cet établissement pénitentiaire pour jeunes détenus a été installé en Corse, dans la région d’Ajaccio, dans la vallée de Saint-Antoine, sous le nom de Colonie correctionnelle de Saint-Antoine.
Cet établissement était un centre de détention géré par l'État, et donc un véritable bagne d'enfants.
Les établissements de ce genre furent rares. Ils ne furent supprimés, ainsi que les colonies agricoles, qu'avec l'Ordonnance de 1945 sur l'enfance délinquante.
C’est la révolte en 1934 de la colonie de Belle-Île-en-Mer qui va conduire à cette réforme de 1945. Cette révolte a inspiré le poème de Jacques Prévert, La chasse à l'enfant.
Jean Genet raconte son parcours de la colonie pénitentiaire de Mettray et à la centrale de Fontevrault dans Miracle de la Rose.
Pour être conduits au bagne après leur condamnation, les détenus sont enchainés au pied droit, les uns aux autres par une solide chaîne, et escortés par des gendarmes, qui les surveillent jour et nuit. Ce traitement est décrit comme très humiliant par les anciens bagnards, car ils doivent marcher pendant plusieurs jours, et traverser une bonne partie du pays sous les yeux de la foule, qui vient les huer et se moquer d'eux. Ensuite, dans les bagnes, les détenus sont mal nourris et vivent dans des conditions d'hygiène déplorables. Ils ne se lavent pas, ne changent pas de vêtement et on ne nettoie que très rarement leur lit, si on peut le dire comme cela, car ils n'ont pas de matelas, et dorment tous sur le même dispositif en bois. Ce dispositif appelé "taulard" est un grand lit en bois, avec au niveau des pieds une grande barre en fer, sur laquelle il y a des fers où chaque soir on attache les pieds des bagnards les uns aux autres, pour empêcher toute tentative d'évasion. Il est décrit comme abominable par certains anciens bagnards, qui disent que comme ils dormaient tous serrés les uns aux autres, il y avait une odeur absolument insupportable, et que les poux et certaines maladies proliféraient.
En octobre 2020, sur l'île de La Réunion, une campagne de fouilles archéologiques a permis l'étude de la seule colonie pénitentiaire agricole de l'île. Cet ancien pénitencier pour enfants de l'îlet à Guillaume, est fondé en 1864 et était géré par la congrégation missionnaire du Saint-Esprit. Jusqu'à 4 000 enfants ont été enfermés dans cet établissement. Sa fermeture sera ordonnée en 1871 mais seulement effective en 1879. Il est inscrit dans la liste des Monuments Historiques depuis 2008.

### Abolition
À l'initiative du Guyanais Gaston Monnerville, sous-secrétaire aux Colonies, un décret-loi du 17 juin 1938 signé par le président de la République Albert Lebrun abolit la déportation mais la détention dans un bagne est toujours applicable jusqu'en 1945. Le 1er août 1953, les derniers bagnards et leurs surveillants rentraient en France.

### État des lieux
L'ensemble de ces établissements fait partie intégrante du patrimoine historique liant colonisation et le droit. En raison de son caractère sensible en rapport avec les traitements infligés et son système de fonctionnement ainsi que les priorités économiques, il a été rarement préservé et mis en valeur sur les anciens territoires où il était en fonction. Le climat, l'oubli et les effets de la décrépitude ont effacé la plupart des traces qui en subsistaient. Des redécouvertes ponctuelles permettent de renouer avec la compréhension de l'histoire des territoires et des sociétés locales. Certains de ces lieux sont restés des lieux de mémoire importants en particulier sur des territoires d'outremer dont des pays étrangers ont hérité.

### Localisation des bagnes français

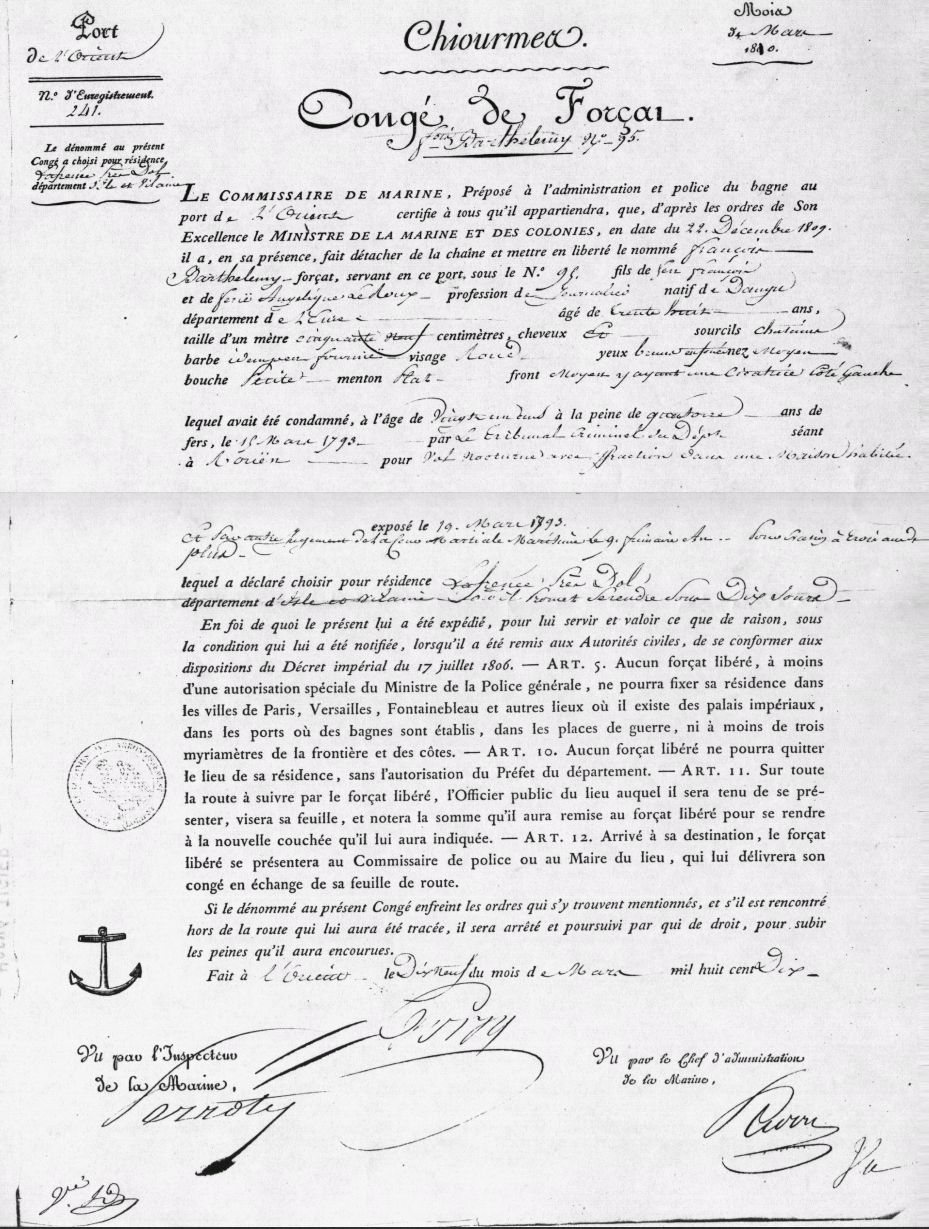
Congé délivré à un forçat libéré de Lorient en mars 1810 l'autorisant à se rendre dans sa commune et à se présenter au commissaire de police en application du décret impérial du 17 juillet 1806.

#### Métropole
- Bagne de Brest (Brest)
- Bagne de Lorient (Lorient)
- Bagne du Havre (Le Havre)
- Bagne de Cherbourg (Cherbourg)
- Bagne de Nice (Nice)
- Bagne de Rochefort (Rochefort)
- Bagne de Toulon (Toulon)
- Dépôt de Condamnés de Saint-Martin-de-Ré[22] (Saint-Martin-de-Ré)
- Bagne de Belle-Île-en-Mer (Belle-Île-en-Mer)

#### Outre-mer
| \| Bagne de la Guyane française · Bagne de Nouvelle-Calédonie · Bagne de Poulo Condor · Nosy Lava · Bagne de Biribi · Bagne de Tataouine \| Localisation des bagnes de la IIIe République française. |
| Bagne de la Guyane française · Bagne de Nouvelle-Calédonie · Bagne de Poulo Condor · Nosy Lava · Bagne de Biribi · Bagne de Tataouine                                                                |

##### Guyane française
On ne parle que d'un seul bagne de la Guyane française mais il se compose de plusieurs camps et pénitenciers :
- Bagne de Cayenne (Cayenne)
- Bagne des Îles du Salut (dépendantes de Cayenne)
- Bagne de Mana (ou bagne des femmes)
- Bagne de Saint-Laurent-du-Maroni (Saint-Laurent-du-Maroni et Saint-Jean-du-Maroni)
- Camp Charvein (dit « Camp de la Mort »)
- Camp Crique Anguille (Montsinéry-Tonnegrande) ou Bagne des annamites, s'y trouvaient aussi des opposants indochinois à la colonisation française
- Camp des Hattes
- Camp du kilomètre quarante
- Camp de l'Îlet Saint Louis
- Camp de la Montagne d'Argent
- Camp de Saint Augustin
- Camp de Sainte Anne
- Camp de Sainte Marguerite
- Camp de Sainte Marie
- Camp de Saint Georges
- Camp de Saint Jean
- Camp de Saint Maurice
- Camp de Saint Philippe
- Camp de Saint Pierre
- Camp de Sparouine
- Camp des Malgaches
- Camp d'Organabo
- Camp Godebert
- Camp La Forestière
- Camp Saut Tigre
- Nouveau Camp
- Pénitencier de l'Îlet la Mère
- Pénitencier de Kourou (Kourou)

Plusieurs pénitenciers flottants se trouvaient au large de Cayenne et Kourou et se nommaient La Chimère, Le Grondeur et La Truite.

##### Nouvelle-Calédonie
- Bagne de Nouvelle-Calédonie
  - Bagne de Nouméa (Nouméa)
  - Bagne de l'île des Pins
  - Camp Brun

Les communards y furent déportés.

##### La Réunion
- Pénitencier du domaine de la Providence
- Bagne pour enfants d'îlet à Guillaume

##### Indochine
Ce territoire recensait 11 pénitenciers. Jusqu'à 1938, une partie des bagnards indochinois furent transportés vers d'autres sites de l'administration carcérale française pour combler le manque de main-d’œuvre dû aux pertes relatives aux conditions de vie.
- Bagne de Poulo Condor
- Prison de Lao Bảo, construit en 1896 en Annam[24].
- Prison de Buôn Ma Thuột (Buon Ma Thuat, Buon Me Thuat ou Ban Mê Thuột), établi en 1932 en Cochinchine[24].
- Prison de Son La (vi), établi en 1932 au Tonkin[24].
- Prison de Kon Tum.
- Bagne de Phú Quốc.
- Phong Saly au Laos[24].

##### Madagascar
- Bagne de Nosy Lava, sur l'île de Nosy Lava

### Italie
L'Italie compte à l'époque napoléonienne, les bagnes de Gênes, Civitavecchia et celui de La Spezia.

#### Localisation des bagnes militaires
- Bagne de Tataouine (Tataouine, Tunisie).
- Bagne de Biribi (Algérie).
- Bagne de Douera/Bône (Algérie)[26].

### Littérature sur le bagne
La figure du bagnard et le pénitencier vont inspirer la littérature des XIXe et XXe siècles, Victor Hugo dans Les Misérables avec Jean Valjean et la chaîne jusqu'au bagne de Toulon ; mais aussi l'imaginaire de la culture populaire :
- enquêtes journalistiques de l'écrivain Jacques Dhur sur le bagne de Biribi avant 1914, d'Albert Londres sur Cayenne et Biribi en 1923 et 1924 ;
- internement du bagne des opposants politiques communards à Nouméa, anarchistes et antimilitaristes à Biribi, Dreyfus à l'Île du Diable ;
- chansons, en particulier Aristide Bruand dans A Biribi[27], ou Édith Piaf dans Mon légionnaire ;
- littérature populaire : Mac Orlan, Le Bataillon de la mauvaise chance. Un civil chez les joyeux, Éditions de France, Paris, 1933 ;
- souvenirs d'anciens bagnards :
  - Henri Charrière, dans Papillon,
  - René Belbenoit, dans Dry guillotine,
  - Georges Darien, dans Biribi, discipline militaire[28],
  - Vidocq, dans ses mémoires[29],
  - Jean Genet, avec ses souvenirs de la colonie pénitentiaire de Mettray et de prison, dans Miracle de la rose.

### Filmographie
- Papillon de Franklin J. Schaffner, sorti en 1973, avec Steve McQueen et Dustin Hoffman
- Les Ombres du Bagne, un film documentaire tourné à Saint Laurent[30].
- Les enfants du Bagne (documentaire de 2009) réalisé par Nicolas Lévy-Beff[31].

### Études historiques
- Danielle Donet-Vincent: de soleil et de silences, histoire des bagnes de Guyane, Paris, boutique de l'Histoire Eds, 2003.
- Danielle Donet-Vincent, La fin du bagne, éditions Ouest-France, 1992.
- Michel Pierre: La terre de la grande punition, Paris, Ramsay, 1982.
- Michel Pierre, Le temps des bagnes, 1748-1953, Tallandier, 2017.
- Louis José Barbançon: l'archipel des forçats, histoire du bagne de Nouvelle-Calédonie, Presses universitaires du Septentrion, 2003.